# بلشون القطعان الغربي
البلشون الغربي (Bubulcus ibis) هو نوع من طيور البلشون (فصيلة Ardeidae) يوجد في المناطق الاستوائية وشبه الاستوائية والمناطق المعتدلة الدافئة. تصنف معظم السلطات التصنيفية هذا النوع والبلشون الشرقي معًا (يُطلق عليه اسم البلشون الأبيض)، ولكن البعض (بما في ذلك الاتحاد الدولي لعلماء الطيور) يفرق بينهما. وعلى الرغم من أوجه التشابه في الريش مع البلشون من جنس Egretta، إلا أنه أقرب إلى البلشون من جنس Ardea. موطنه الأصلي أجزاء من آسيا وأفريقيا وأوروبا، وقد خضع لتوسع سريع في توزيعه واستعمر بنجاح معظم بقية العالم في القرن الماضي.
إنه طائر أبيض مزين بريش أصفر في موسم التكاثر. يعشش في مستعمرات، عادة بالقرب من المسطحات المائية وغالبًا مع طيور أخرى تخوض في المياه. العش عبارة عن منصة من العصي في الأشجار أو الشجيرات. يستغل البلشون الغربي الموائل الأكثر جفافًا وانفتاحًا أكثر من أنواع البلشون الأخرى. تشمل مواطن التغذية الخاصة بها المراعي التي تغمرها المياه موسميًا والمراعي والأراضي الزراعية والأراضي الرطبة وحقول الأرز. غالبًا ما ترافق الماشية أو الثدييات الكبيرة الأخرى، وتلتقط الحشرات والفرائس الفقارية الصغيرة التي تزعجها هذه الحيوانات. بعض مجموعات طائر أبو قردان مهاجرة والبعض الآخر يظهر تشتتًا بعد التكاثر.
لدى طائر أبو قردان البالغ عدد قليل من الحيوانات المفترسة، ولكن الطيور أو الثدييات قد تغزو أعشاشه، وقد تفقد الفراخ بسبب الجوع أو نقص الكالسيوم أو الإزعاج من الطيور الكبيرة الأخرى. تحافظ هذه الأنواع على علاقة خاصة مع الماشية، والتي تمتد إلى الثدييات الرعوية الكبيرة الأخرى؛ يُعتقد أن الزراعة البشرية الأوسع نطاقًا هي السبب الرئيسي لنطاقها المتوسع فجأة. يزيل طائر أبو قردان القراد والذباب من الماشية ويستهلكها. وهذا يفيد كلا النوعين، ولكن تم ربطه بانتشار الأمراض الحيوانية التي ينقلها القراد.